# 維珍銀河
維珍銀河（英語：Virgin Galactic），是英國企業家理查德·布蘭森爵士創辦的一家公司，計劃提供亞軌道的飛行，此公司為維珍集團的一員，總部設於美國新墨西哥州拉斯克魯塞斯（Las Cruces）。

## 历史
2004年，布兰森为打造太空旅游业务创立维珍银河公司。
2019年10月28日維珍銀河與投資公司Social Capital Hedosophia合併後，維珍銀河於紐約證券交易所掛牌，股票代碼為SPCE。
2021年7月11日，維珍集團董事長理查德·布蘭森搭乘自家團結號太空船到達離地85公里高空，體驗無重力。
2023年8月10日，维珍银河首次将私人游客送往太空。
銀河 07 （Galactic 07）計劃於 2024 年 6 月進行，这是Unity的最後一次飛行，随后公司將重點轉向 Delta 級以维持更高的發射節奏。

## 太空飛機

### 太空船1號
太空船1號，於2003年5月20日首次飛行，並於2004年10月4日退役。太空船一號和穿梭機不同，是先由飛行母船「白色騎士」載上高空，飛行速度達900m/s後釋放子船本體，然後才開始自行飛行。自行飛行後，太空船一號使用混合式火箭引擎作為推力來源。由於飛行速度不會超過第一宇宙速度，因而無法進入軌道，僅完成次軌道太空飛行。在2004年10月4日的一次測試中，其飛行速度超過3馬赫，高度達到112公里，比美軍飛行器X-15所創下107.9公里的飛行高度記錄還高。

### 太空船2號
太空船2號，原訂於2009年12月首次推出，2011年計劃建造五部太空船2號。
2014年11月1日（美國時間10月31日），太空船2號在試飛過程出狀況，在加州沙漠區造成至少1死1重傷。
2019年2月22日，首次嘗試載運乘客測試，由太空船二號搭載太空船「團結號」，以接力方式，將團結號推上海拔89.9公里的高空。

### 团结号太空船（VSS Unity）
2018年12月13日，维珍银河在美国加州发射团结号。团结号首次成功升至82.7公里、到达太空边缘，之后滑翔下降，安全返回地面。在太空港等待消息的维珍集团始创人兼主席布兰森，得悉太空船飞至太空边缘时，挥泪与观众拍手拥抱，稍后又向团结号的机师送上祝贺，并宣布：“太空已是维珍领域！并希望明年3月可以展开商业载人太空飞行。
2019年2月22日，團結號同日首度載客，暫由維珍銀河公司成員摩西（Beth Moses）充作「未來的太空旅客」身分體驗，並同步執行相關測試與紀錄。
2021年7月11日，維珍集團創始人席布蘭森乘坐團結號完成首次商業太空旅程。維珍銀河隨即宣佈配股集資最多5億美元。

## 私人太空飛行
有很多其他的公司正積極就商業客運亞軌道飛行。維珍銀河最有可能的競爭者包括火箭飞机公司、太空冒险公司、太空探索科技公司、蓝色起源和犰狳航空公司。

## 與NASA的合作
2007年2月，維珍銀河與美国国家航空航天局簽署了一項諒解備忘錄，探討合作的可能性。

## 外部連結
- 官方網站 （页面存档备份，存于）